# 8611 Judithgoldhaber
8611 Judithgoldhaber è un asteroide della fascia principale. Scoperto nel 1977, presenta un'orbita caratterizzata da un semiasse maggiore pari a 2,3818177 UA e da un'eccentricità di 0,2198985, inclinata di 2,56622° rispetto all'eclittica.
L'asteroide era stato inizialmente battezzato 8611 Garyross per poi essere corretto nella denominazione attuale. L'eponimo venne poi attribuito all'asteroide 26541 Garyross.
Inoltre l'eponimo Judithgoldhaber era stato inizialmente assegnato a 14220 Alexgibbs che ricevette poi l'attuale denominazione.
L'asteroide è dedicato all'astronoma statunitense Judith Goldhaber.